# 郭啟彰
郭啟彰（1912年10月4日—2000年2月20日），臺灣高雄市旗津區中洲人，水產養殖業者，在1946年與吳振輝一起引進吳郭魚到臺灣。

## 生平

### 引進
1912年10月4日，郭啟彰出生於今日的高雄市旗津區，在學期間都是第一名畢業。畢業後曾任保甲書記、漁業協同組合任組合長，也到過日本考察養殖業。他曾向日本訂購蛤蜊苗、在旗津中洲養殖牡蠣，意圖生產珍珠，但失敗；有成功移殖竹子蚵、石頭蚵到該地。1943年，郭啟彰經徵召為台籍日本兵，在新加坡擔任軍用機場記錄員。
二戰後期，日軍節節敗退，為在困境中能夠自給自足，日本帝國水產株式會社（帝水會社）在新加坡成功繁殖一種非洲魚，取名為「帝水魚」，並分配給日軍各部門飼養，以防糧源斷絕。因郭啟彰曾擔任高雄中洲漁業協同組合主事，所屬單位分派他負責養殖此魚。那時他發覺該魚種的繁殖力比其它的魚強，魚肉營養豐富，極具經濟價值，便計畫有朝一日如能返鄉，定將這種魚移殖到台灣，增加國民的食品。
1945年，郭啟彰和同袍計畫逃亡，躲入山中；後來日本投降，他轉入集中營，在那認識年長五歲、也曾派去養魚的屏東人吳振輝，相談甚歡。當他們接到返鄉通知時，就在1946年4月18日晚一起闖過鐵絲網，潛入日軍養殖場，用布作魚網，撈起出生不到五天、約三、四百尾魚苗帶回集中營，放在宿舍中浴室內。但夜半時卻被不知情想洗澡的同袍李讚生倒入水溝內，剩下十六尾。郭啟彰搭上回台灣的船，歷經十天後，在5月1日抵達基隆港，次日下午四點回到自家時，發現有三尾已死，只剩下八條雌、五條雄魚，共十三尾。至於，吳振輝返台灣就從事教職。

### 培養
郭啟彰積極繁殖魚苗，第一批就生出一千多條小魚。當時的台灣水產公司願以十萬元購買魚苗。他拒絕，認為魚的價值還不止這些錢。
郭啟彰回到高雄將繁殖的魚寄養在三民區川東里張大松魚塭，1947年夏遭大雨，讓養殖的魚流失。他後來受到嘉南大圳水利會林蘭芽幫助，在嘉南大圳、嘉義紅毛埤、番仔田、墟埤、恒春等地飼養，其中以張壽齡的台南魚塭最為成功。洪水過後，有人發現農田中有不知名的魚種，用蚯蚓當餌可釣上好幾斤，因外型有點像鯽魚，又傳聞由南洋傳來，就稱作「南洋鯽仔」，各地魚塭也開始放養。

### 取名
引進當初，此魚名分未定，直到1948年吳、郭兩人找高雄縣長毛振寰協助輔導養殖，才採納建議，以吳、郭兩人的姓為魚取名。因吳振輝比郭啟彰年長，就定名為「吳郭魚」。自1946年兩人引進十三尾吳郭魚後，不到五年此魚種已佈滿台灣各地。台灣有許多人養殖吳郭魚而富有。吃吳郭魚的盛行引起虱目魚業者生意受影響，還出現吃吳郭魚會得軟骨症、骨髓腐化症的謠言，郭啟彰大力澄清。臺灣省政府主席吳國楨在1952年8月15日，親題匾額「利溥民生」、「功著民生」，分別授贈郭啟彰、吳振輝。兩年後，因吳國楨在美批判蔣介石，郭啟彰在該年4月2日發函給省政府要求重發匾額。

### 淒涼
郭啟彰把吳郭魚成功地引進台灣，卻未因此富有，其魚塭三番兩次遭天災，造成魚苗大量流失。1956年，二次颱風洪水沖毀他八公頃的魚塭，損失多達四、五十萬元。他之後改行經營漁船又失敗，轉而開生產補身液的藥廠，但關廠倒閉，負債累累。為還清債務，他連家當也幾乎賠了進去。反觀吳振輝在公職單位，生活安定。
因失業生活困難，郭啟彰在1968年7月25日下午，到高雄市府請求高雄市長楊金虎設法安插工作，說自己他失業好幾年了。1975年，郭啟彰和妻子洪秀里返回中洲定居，做過中和里長，育二女一男。
1983年，時任高雄市長的王玉雲決定在中洲設紀念魚塭和吳郭魚相關資訊館，卻沒實際行動。1986年3月《民生報》報導時，郭啟彰住在鳳山市忠孝里文建街路口的一處民宅，對記者感嘆自己晚年淒涼，不過他透露最近又發現新的經濟魚種，唯獨無錢無地讓他再去研究。他想在屏東縣養殖一新種魚蝦，高雄縣政府特別在1986年5月1日為其召開座談會，討論能否給一千萬元免抵押長期低利貸款，可是金融機構卻因郭啟彰不肯公佈詳細養殖計畫而不准貸款，氣氛尷尬，失敗收場。
2000年2月20日，郭啟彰病逝，同年3月4日在高雄市立殯儀館公祭。子孫對於他身後未留下代表事蹟紀念，表示遺憾。